# Teoría del Humanismo
Teoría del Humanismo es una obra colectiva en siete volúmenes, publicada en 2010 y dirigida por el Prof. Pedro Aullón de Haro, cuyo propósito es el establecimiento del aspecto "universal" del Humanismo, o Humanismo universal, en todas sus dimensiones posibles: teóricas, históricas y geográfico-culturales. No se trata meramente de una ambiciosa reconstrucción histórica sino de la ideación de un proyecto como paradigma de contenidos que se ofrecen para la época de la Globalización.

## Estructura y significado de la obra
Los siete volúmenes se articulan en dos partes: los primeros tres son fundamentalmente epistemológicos, mientras que los cuatro posteriores responden a una organización histórica y geográfico-cultural. 
Existen tres clases de capítulos según el tipo de investigación que presenta: 
1. investigaciones originales;
2. investigaciones de síntesis y reinterpretación histórica o disciplinaria;
3. trabajos de reconstrucción, balance y, en ocasiones, expositivos.

En relación con la evidente extensión y complejidad del objeto, la resolución obedece a un proyecto de horizonte totalizador. En todo caso, el anclaje de Teoría del Humanismo arranca de la Antigüedad, cosa evidente debido al tratamiento de, entre otros, Sócrates, Platón, Cicerón, San Jerónimo, San Agustín, Confucio, Wonhyo, la sofística, el estoicismo, el neoplatonismo. El estudio de las edades posteriores (Media, Renacimiento, Barroco, Ilustración y época contemporánea) se desarrolla siguiendo una exposición/análisis tanto de tendencias y problemas teóricos, conceptos, núcleos temáticos y bloques disciplinarios, como de figuras eminentes (entre muchos otros, Isidoro de Sevilla, Ibn Jaldūn, Nicolás de Cusa, Dante, Jorge Manrique, Petrarca, Ficino, Pico della Mirandola, Erasmo, Vives, Montaigne, Juan Andrés, Wilhelm Dilthey...) y otras más desatendidas por la crítica (Georg Voigt en el siglo XIX, Giuseppe Toffanin en el XX). 
Teoría del Humanismo es el resultado de la labor de casi un centenar y medio de investigadores de todo el mundo (entre ellos, Raimon Panikkar, Daniel-Henri Pageaux, Ken Wilber, Emanuele Severino, Jens Halfwassen, Jean Canavaggio, Cho Dong-Il...), así como otros vinculados al Grupo de Investigación Humanismo-Europa y actualmente al Instituto Juan Andrés de Comparatística y Globalización, dirigidos por Pedro Aullón de Haro, además de ciertos autores contemporáneos ya desaparecidos y aquí emblemáticamente recuperados (Ernst Robert Curtius, Manuel García Morente, Alfonso Reyes, Alejandro Cioranescu, Louis Massignon, Jiddu Krishnamurti, Carl Gustav Jung, Armando Tagle, María Zambrano...). Las diferentes contribuciones se ensamblan como un “gran mosaico”, siendo el carácter de la obra coral, y dan forma a un discurso coherente que gravita alrededor de un concepto clave, definible en tanto que “ideación del Humanismo Universal”, y que se podría explicar genésicamente en siete partes: 
1. definición de humanismo, de humanismo universal y su anclaje histórico en las civilizaciones;
2. especificación histórica del humanismo y su transmisión en la cultura cristiana, pero también asiática y hebraica;
3. aspectos de la evolución del humanismo y las ciencias humanas;
4. concepto ético del humanismo y el problema de las desintegraciones del mismo y de las ciencias humanas, en particular a propósito de la fuerte agresión estructural-formalista del siglo XX;
5. la problemática actual de la institución académica y su relación con las ciencias humanas y el humanismo;
6. la entidad cultural europea y el paradigma humanístico;
7. el régimen general de las civilizaciones, la dialéctica Asia / Occidente y el problema actual de la globalización.[1]

El Humanismo universal funda y promueve la condición del humanismo en tanto constante constitutiva de todas las culturas propiamente reconocibles, al tiempo que abandona “todo intento de segmentación periodológica simple y estanca por cuanto se trata de transhumanismo, de una tradición característicamente diversificada o en todo caso de una constante de valor pluricultural que atraviesa perenne el mundo, desde sus primeras concreciones humanas de valor estético cognoscitivo, desde Asia y Europa hasta nuestro presente mediante una larga y portentosa herencia”.
La universalidad del Humanismo obtuvo su primera gran fundamentación moderna y científica en la segunda mitad del Setecientos gracias a la producción teórica e historiográfica de la Escuela Universalista Española del siglo XVIII. Esta revela no sólo una integración de tradición humanística y modernidad científica, sino la verdadera posibilidad de relación y encuentro entre las diversas culturas, fundamentalmente las grandes culturas matrices: Asia y Occidente. 
Del argumento de Teoría del Humanismo se infiere que “el humanismo es una ejecución axiológica de las culturas que  florece de una u otra forma, aunque por supuesto en muy diferente grado, en todas ellas, y presupone la autoconciencia del ser humano, y sus ideas de humanidad y hombre verdadero, como entidad diferenciada de la naturaleza e instrumentadora del lenguaje, clave primera, universal y magistral o seminal para la ambición del perfeccionamiento ético, pedagógico y del conocimiento”.